# Цветкова, Лидия Михайловна
Ли́дия Миха́йловна Цветко́ва (в замужестве Виногра́дова; 13 марта 1925 года, Москва — нет данных) — свинарка совхоза имени 17-го партсъезда Юрьев-Польского района Владимирской области, Герой Социалистического Труда (1960 год).

## Биография
Цветкова (Виноградова) Лидия Михайловна родилась 13 марта 1925 года в городе Москве. Русская.
- После окончания неполной средней школы работала слесарем на заводе «Манометр».
- Позднее Лидия Михайловна Цветкова переехала в Юрьев-Польский район, работала учётчиком;
  - затем - свинаркой в совхозе имени 17-го партсъезда (центральная усадьба – село Ополье) Юрьев-Польского района Владимирской области.

Указом Президиума Верховного Совета СССР от 7 марта 1960 года в ознаменование 50-летия Международного женского дня, за выдающиеся достижения в труде и особо плодотворную общественную деятельность Цветковой Лидии Михайловне присвоено звание Героя Социалистического Труда с вручением ордена Ленина и золотой медали «Серп и Молот».
- до 1980 года — Лидия Михайловна Виноградова (в замужестве) трудилась в совхозе имени 17-го партсъезда (ныне СПК «Ополье»);
  - затем работала в совхозе «Вышка» (посёлок Малининский) в Суздальском районе Владимирской области России, входящем в состав Новоалександровского сельского поселения.

## Награды
Награждена: 
- 7 марта 1960 года — Герой Социалистического Труда;
  - медаль № 9388.
- 7 марта 1960 года — орденом Ленина; № 331290.
- медалями[какими?].